# Saga o Njalu

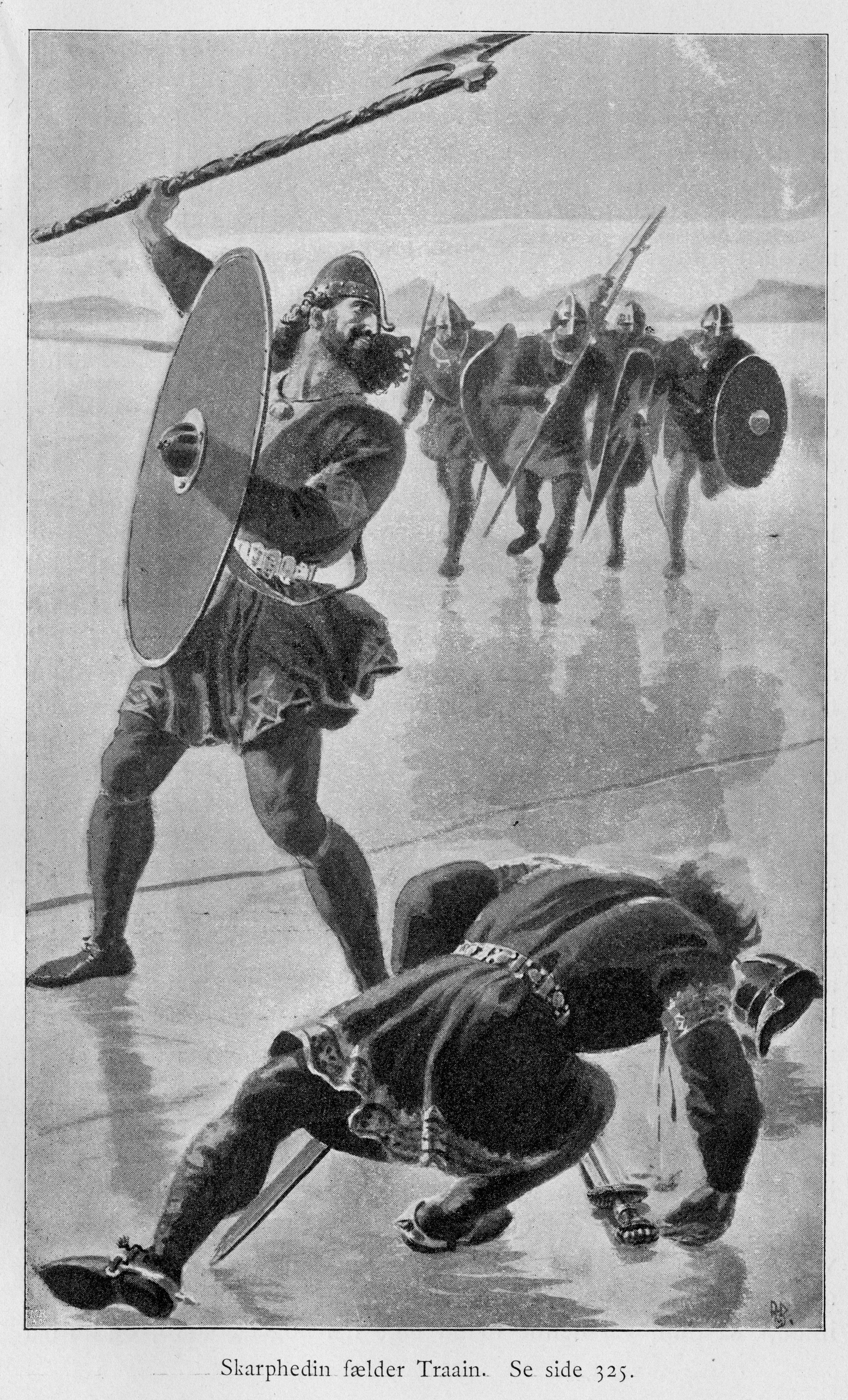
Syn Njala, Skarp-Hedinn zabija na zamarzniętej rzece Þráina

Saga o Njalu (isl. Brennu-Njáls saga) – XIII-wieczna saga islandzka opisująca historię Njálla Þorgeirssona i jego przyjaciela Gunnara Hámundarsona. Jest to jedna z najdłuższych i w ocenie wielu jedna z najpiękniejszych sag rodowych, choć opowiada o licznych intrygach, zabójstwach i krwawej zemście. Składa się ona niejako z trzech części: pierwsza opowiada o wpływowym poganinie z zamożnej rodziny – Gunnarze, druga opisuje historię chrześcijańskiego mędrca i jasnowidza Njala oraz jego synów, a trzecia o zemście Káriego Sölmundarsona.
Powstanie sagi datuje się na koniec XIII wieku, podczas gdy opisane w niej wydarzenia miały miejsce między 960 a 1020 rokiem. Choć nieznany jest jej autor, to uważa się, że przedstawione przez niego historie w większości oparte są na faktach. Dla Islandczyków saga ta stanowi również cenne źródło informacji o dawnym życiu i kulturze. Szczegółowo opisuje dawną społeczność wyspy oraz jej zwyczaje, choć znajduje się w niej też wiele historycznych nieścisłości wynikających z tego, iż autor kierował się głównie względami estetycznymi swojego utworu.

## Manuskrypty

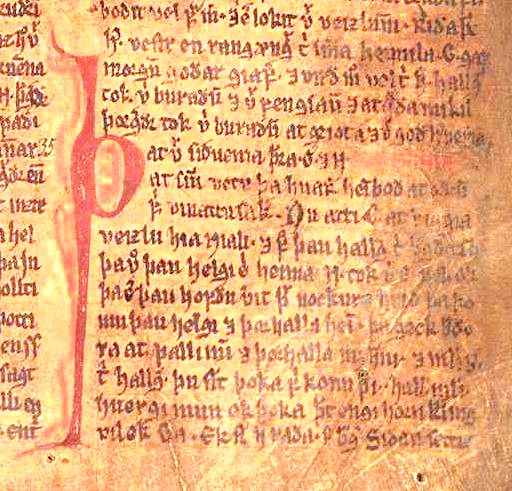
Fragment Sagi o Njalu w manuskrypcie Möðruvallabók (ok. 1350)

Saga o Njalu przetrwała w większych lub mniejszych fragmentach w około 60 rękopisach, ale nigdzie nie zachowała się w całości. Pomimo to jej odtworzenie okazało się w miarę łatwe, dzięki średniowiecznym kopistom, którzy bardzo starannie przepisywali teksty sagi. Na ich podstawie w 1953 roku Einar Ól. Sveinsson zrekonstruował ją na nowo i do dziś jest ona wydawana w takiej wersji.

## Autorstwo i źródła
Autorstwo sagi podobnie, jak i wielu innych sag islandzkich, pozostaje nieznane. Powstało jednak na ten temat wiele teorii. Najstarsze domysły pochodzące z początku XVII wieku wskazywały na islandzkiego dziejopisarza i uczonego Sæmundra Sigfússona. Inne sugerowały, że mogli to być: Jón Loftsson, Snorri Sturluson, Einarr Gilsson, Brandr Jónsson i Þorvarðr Þórarinsson.
Przypuszcza się, że saga została napisana między 1270 a 1290 rokiem, a wśród źródeł z których prawdopodobnie korzystał autor są sagi: Laxdoela, Eyrbyggja, Ljósvetninga oraz zaginione sagi Brjáns saga oraz Gauks saga Trandilssonar. Ponadto autor musiał zamieścić w swoim utworze sporą liczbę ustnych przekazów, które zmanipulował dla celów artystycznych. Dlatego też opinie co do jego historyczności są bardzo różne – od czystej fikcji do niemalże szczerej prawdy. Przyjmuje się jednak, że postaci Njala i Gunnarra są prawdziwe, gdyż odniesienie do nich można znaleźć także w innych źródłach. Gabriel Turville-Petre stwierdził, że celem autora nie było napisanie pracy historycznej, ale raczej wykorzystanie historycznych faktów na potrzeby eposu.

## Streszczenie

### Hrútr i Hallgerdr

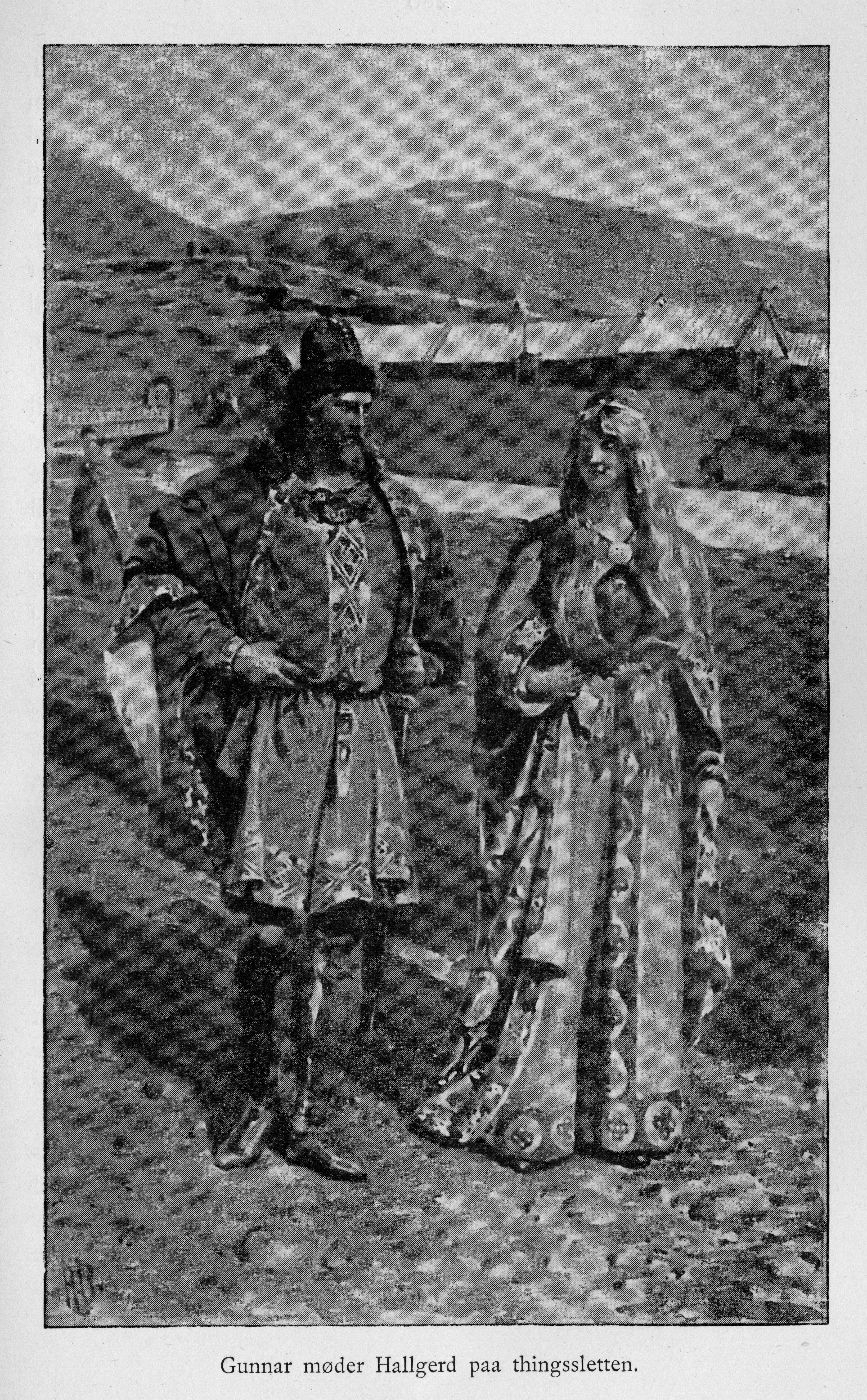
Gunnarr i Hallgerdra

Pierwsza część sagi opisuje okres od zaręczyn Hrútra Herjólfssona i Unnr do ich rozwodu. Hrútr jest wojownikiem walczącym w Norwegii, który swoimi bohaterskimi czynami na polu bitwy zyskuje honor i szacunek, ale z powodu romansu z królową Gunhildą rujnuje swoje małżeństwo. Kiedy wypiera się, że ma kobietę na Islandii, Gunnhildr przeklina go, by nie mógł skonsumować swojego małżeństwa. Po rozwodzie z Unnr, zachowuje posag wniesiony przez jej ojca Mördra, który jest temu przeciwny, ponieważ zna jego reputację i wie, że zginie w walce. Jednakże Hrútr właśnie dlatego chce go zatrzymać. Mimo iż jest to niesprawiedliwe, Mördr nie może nic zrobić, gdyż jest to zgodne z islandzkim prawem.
Dalsza część sagi skupia się na siostrzenicy Hrútra, Hallgerdr, i jej dwóch małżeństwach, które kończą się tragicznie. Obaj jej mężowie zostają bowiem zabici siekierą przez jej ojczyma Þjóstólfra. Pierwszego zabija po prowokacji, a drugiego po jego kłótni z Hallgerdrą. Hrútr postanawia ich pomścić i nie zważając na więzi rodzinne, zabija Þjóstólfra.

### Gunnarr i Njal

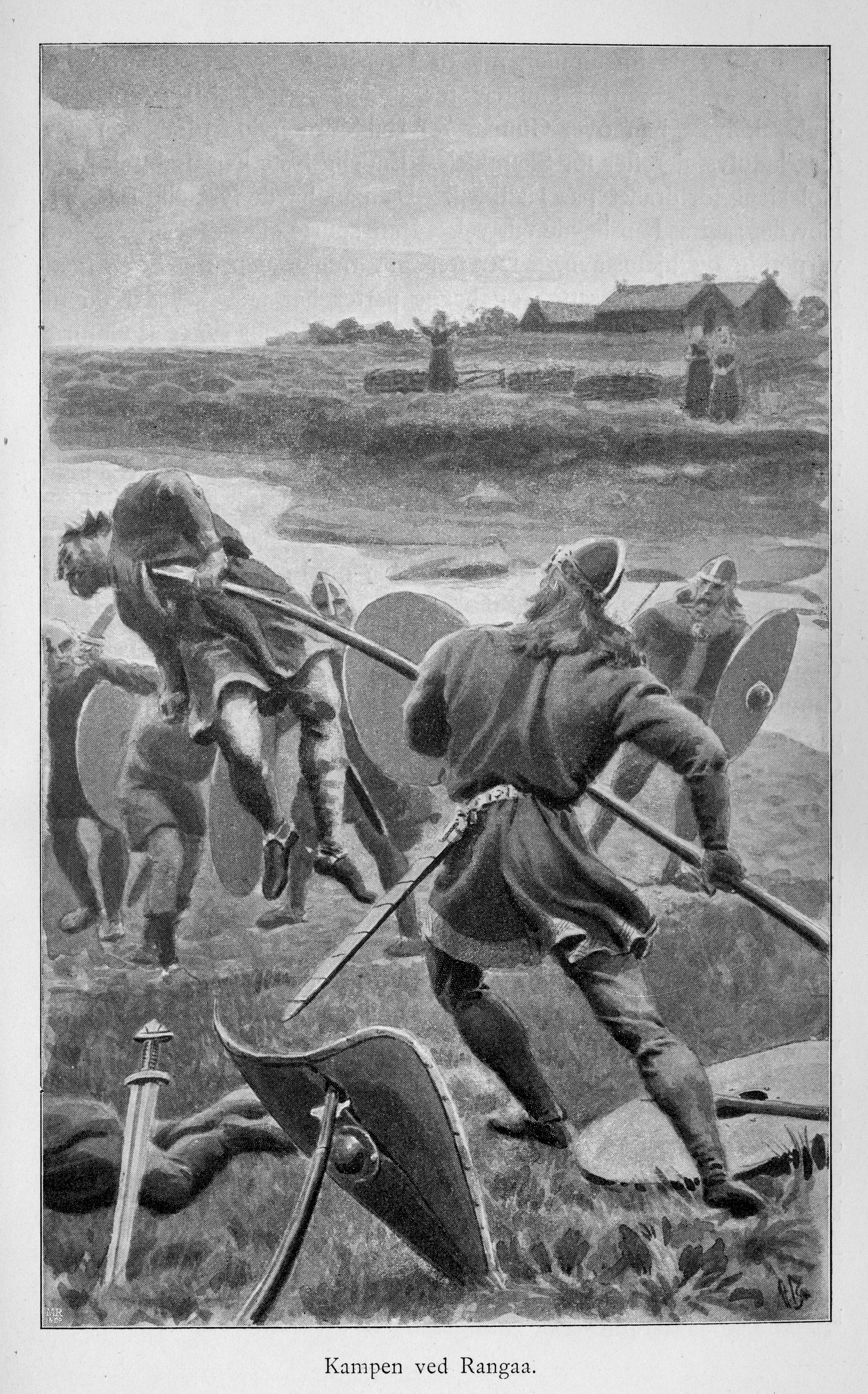
Gunnarr podczas walki, w której zabija czternastu ludzi

Gunnarr jest poganinem i człowiekiem o wielkiej sile fizycznej, który przyjaźni się z chrześcijańskim mędrcem i jasnowidzem Njalem. Ponieważ zna on również wszystkie prawa islandzkie, ludzie często proszą go o radę. Pewnego dnia Gunnarr zobowiązuje się wystąpić przeciwko Hrútrowi i odzyskać posag Unnr. Njal podpowiada mu, żeby by wykorzystał swoje zdolności aktorskie i odegrał w domu Hrútra przebieg procesu sądowego. To wywołuje u niego niepewność, ponieważ pierwszą sprawę wygrał dzięki zastraszeniu sędziów. Podczas rozprawy sąd przyznaje rację Gunnarrowi, ale Hrútr pomimo tego upokorzenia nie żywi do niego urazy.
Pewnego dnia po powrocie ze Skandynawii Gunnarr udaje się na Althing – ogólne zgromadzenie – na którym zostaje przyjęty z honorami i gdzie poznaje Hallgerdę, bardzo piękną, ale kłótliwą i mściwą kobietę. Szybko się w sobie zakochują i zaręczają, pomimo ostrzeżeń Hrútra i obaw Njala.
Wkrótce okazuje się, że ich wątpliwości były uzasadnione, gdyż Hallgerdra wdaje się w ostry konflikt z żoną Njala, Bergthorą. By go rozwiązać, nasyła na gospodarstwo Njala kilku rzezimieszków i każe zabić jego ludzi. Wywołuje to w Bergthorze żądzę zemsty, co nakręca dalszą spiralę przemocy. Jednakże po każdym zabójstwie ich mężowie rozliczają się finansowo. Piątą ofiarą okazuje się być Þórðr, wychowujący synów Njala. Ponieważ jednym z zabójców jest Þráinn Sigfússon, wuj Gunnarra i zięć Hallgerdry, po zakończeniu waśni powoduje to dalsze konflikty.

### Waśnie Gunnarra
Planując kolejną intrygę, Hallgerdra wykorzystuje Melkólfra, jednego ze swoich niewolników, któremu każe włamać się do domu niejakiego Otkella. Gdy tylko sprawa wychodzi na jaw, Gunnarr szuka sposobu, by mu to wynagrodzić, ale pomimo wystosowania sowitych ofert, Otkell je odrzuca. Dochodzi do procesu, który wygrywa Gunnarr z pomocą Njala.
Kiedy później zostaje przypadkowo zraniony przez Otkella, co oznacza zniewagę, niechętnie przystępuje do zemsty i zabija przeciwnika oraz jego towarzyszy.
Dzięki wpływom Njala znów dochodzi do zakończenia sporu i wzrostu reputacji Gunnarra. Jednakże Njal ostrzega go również, że będzie to początek serii zabójstw, które popełni. 
Pewnego dnia Gunnarr przyjmuje wyzwanie od Starkadssona, który proponuje mu walkę na koniu. Ponieważ w trakcie potyczki, jego oponenci oszukują, Gunnarr wdaje się w nową sprzeczkę. Njal usiłuje załagodzić spór, ale bez skutku. Później podczas podróży ze swoimi dwoma braćmi Gunnarr wpada w zasadzkę Starkadssona. Podczas walki ginie czternastu napastników oraz jego brat Hjörtr.
Syn Unnr, Mördr Valgardsson, bardzo nienawidzi Gunnarra i zazdrości mu jego reputacji. Bezskutecznie usiłuje go również pokonać. Dowiaduje się jednak, że Njal przepowiedział mu śmierć, jeśli zabije dwie osoby z tej samej rodziny. Postanawia więc namówić do ataku na Gunnarra kilka osób z osady. Napastnicy zostają pokonani, ale wśród zabitych jest drugi członek tej samej rodziny. Za karę on i jego brat Kolskeggr muszą opuścić Islandię na trzy lata.
Przed udaniem się na wygnanie Gunnarr w pewnym momencie dostrzega niezwykłe piękno swojej ojczyzny i postanawia zostać w domu. Jednak łamiąc zasądzoną karę, staje się wyjętym spod prawa banitą. Jego wrogowie, w tym Mördr, nie chcą tak tego zostawić i szukają okazji do zemsty. Pewnego wieczoru napadają na jego dom i po zaciętej walce zabijają go.

### Kári i synowie Njala

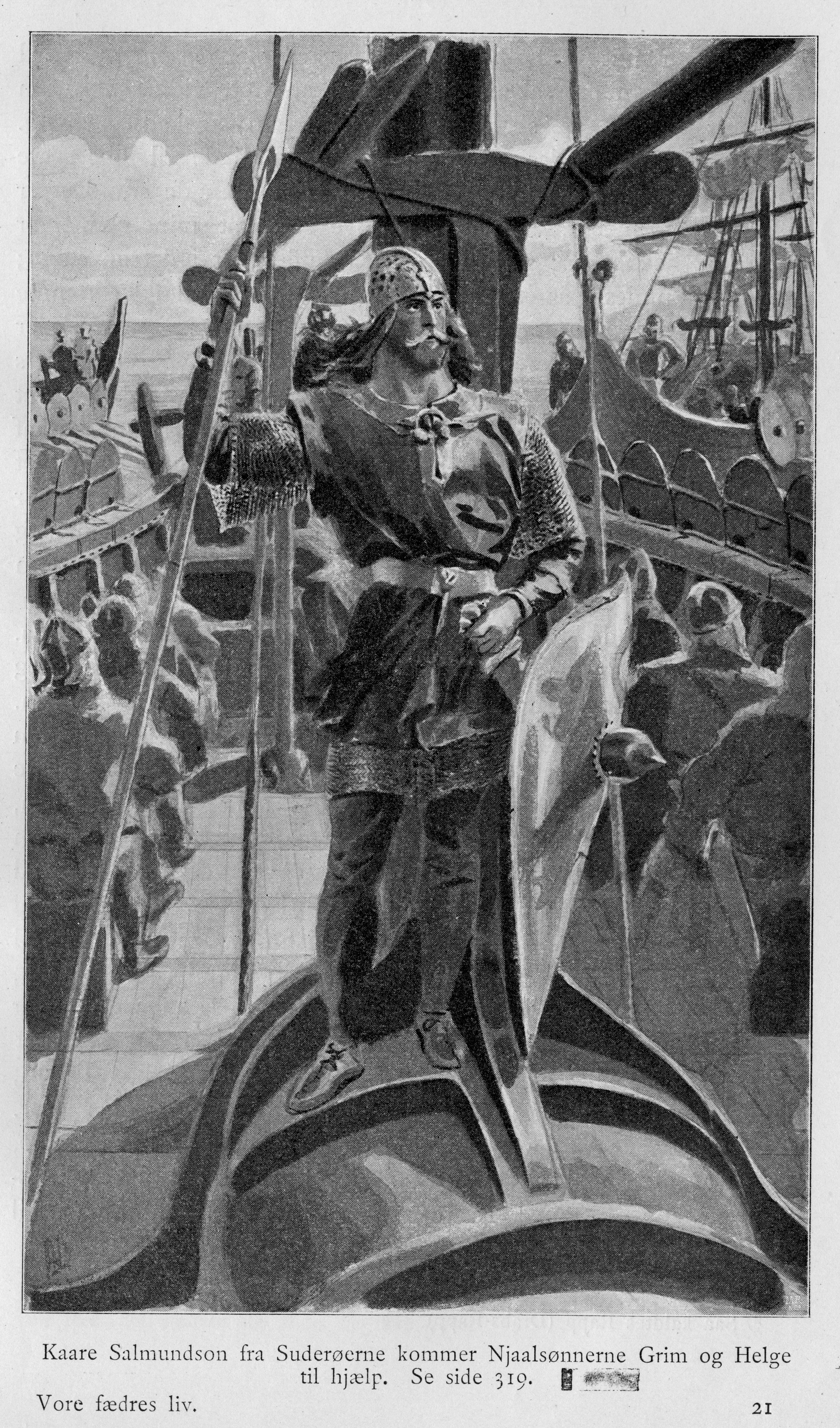
Kári Sölmundarson

Dalsza część sagi skupia się na Njalu i jego synach. Do Skandynawii zostają zorganizowane dwie wyprawy; jednej przewodzi Þráinn Sigfússon, a drugiej dwaj najmłodsi synowie Njala. Powracając na Islandię Þráinn przywozi ze sobą wrogo nastawionego Hrappra, a synowie Njala szlachetnego Kári Sölmundarsona, który później żeni się z ich siostrą. Po powrocie obie wypraw zostają przyjęte z honorami, ale dzieci Njala obwiniają Þráinna o to, jak zostali potraktowani przez władcę Norwegii, Jarla Hákona, gdy usiłowali odszukać Hrappra, którego on ukrywał. Njal uświadamia im, że roztrząsanie tej sprawy było głupie, więc doradza im, żeby ją teraz rozpowszechnili, dzięki czemu stanie się ona kwestią honoru. Mimo to Þráinn nie tylko odmawia zawarcia ugody, ale także dopuszcza się ich obrazy.
Dochodzi do najbardziej dramatycznej bitwy w całej sadze. Synowie Njala wraz z Kárim Sölmundarsonem przygotowują zasadzkę na Þráinna i jego ludzi na zamarzniętej rzece. Gdy dochodzi do walki, pojawia się Skarp-Hedinn, jeden z braci, który szybkim wślizgiem dopada Þráinna i go zabija. Poza nim ginie jeszcze czterech ludzi, w tym Hrappra.
Jakiś czas później brat Þráinna, Ketill, bierze ślub z córką Njala, co zażegnuje spór obu rodzin. Sam Njal, chcąc powstrzymać przyszłe kłótnie, adoptuje syna Þráinna, Höskuldra. Traktuje go jak własne dziecko, otacza miłością, a gdy jest już dorosły, szuka dla niego żony. Odpowiednią kandydatką wydaje się Hildigunnr, ale ta odmawia, mówiąc, iż wyjdzie za Höskuldra tylko wtedy, gdy zostanie on wodzem. Njal przekazuje mu więc przywództwo poprzez ustanowienie w Althingu nowego miejsca. Dzięki temu pojmuje Hildigunnr za żonę.
W tym momencie saga opowiada o przyjęciu przez Islandię chrześcijaństwa w 999 roku.

### Höskuldr i Flosi
Zazdrosny o sukcesy Höskuldra, Mördr Valgardsson nastawia przeciwko niemu synów Njala. Ci ulegają podatni na jego namowy i zabijają Höskuldra, gdy obsiewa pole. Tragedia ta wstrząsa mieszkańcami, którzy go opłakują, a zwłaszcza Njalem.
Flosi, wujek żony Höskuldra, chcąc zemścić się na zabójcach, szuka pomoc u wpływowych wodzów. Jednakże pod naciskami Hildigunnr jest zmuszony zaakceptować tylko krwawą zemstę. Podczas zgromadzenia na Althingu zostają wybrani sędziowie rozjemczy, wśród których znajduje się Snorri goði. Proponują oni trzykrotność normalnego wynagrodzenia za życie Höskuldra od jego zabójców. Na tak wielką zapłatę muszą się jednak zgodzić sędziowie rozjemczy i większość zgromadzenia. Njal przekazuje w darze Flosiemu wspaniały płaszcz, ale ten uznaje, że to damska część garderoby, która go obraża. Oliwy do ognia dolewa jeszcze Skarp-Hedinn swoimi zniewagami. Zdania na ten temat wśród społeczności są podzielone, przez co dochodzi do podziału.
Wszyscy opuszczają zgromadzenie i przygotowują się do zbliżającej się ostatecznej rozprawy. Wkrótce potem stu ludzi napada na Bergthorsknoll – siedzibę Njala. Do jego obrony staje trzydzieści osób. Njal sugeruje swoim synom, żeby bronili się wewnątrz domu. Flosi, spodziewając się dużych strat w ludziach, podpala budynek. Pozwala jednak wyjść kobietom, a Helgiego Njálssona, który w przebraniu usiłuje się wydostać, zabija. Chce wypuścić również Njala i Bergþóra, ale ci odmawiają, gdyż wolą zginąć ze swoimi synami. Ostatecznie ginie jedenastu domowników, poza Kárim, któremu pod osłoną dymu udaje się wydostać z budynku i uciec.

### Zgromadzenie
Na zgromadzeniu ponownie zbierają się zwaśnione strony. Flosi przekupuje Eyjólfra Bölverkssona, jednego z najlepszych radców prawnych na Islandii, by zajął się sprawą Mördra Valgardssona, którego przeciwnicy szantażują procesem. Jego oponenci poradzili się bowiem w tej sprawie Þórhallra, pasierba i ucznia Njala, który z powodu infekcji nogi nie może brać udziału w postępowaniu. Między stronami dochodzi do potyczek prawnych. Kiedy w końcu prawne działania zdają się zawodzić, Þórhallr nie wytrzymuje i atakuje przeciwników. Ludzie Flosiego wycofują się, by Snorri zaprowadził porządek, ale podczas tego zamieszania ginie kilku ludzi, w tym szwagier Flosiego, Ljótr.
Ojciec Ljótra, Hall, korzystając z chwilowego rozejmu, apeluje o pokój i przekonuje, że nie chce żadnego wynagrodzenia za śmierć syna. Wszyscy są poruszeni jego słowami, ale Kári i siostrzeniec Njala, Þorgeir, zawierają porozumienie, dopiero gdy wszyscy składają się na zapłatę za śmierć Ljótra.
Kári, wciąż chcąc się zemścić za śmierć Njala i spalenie Bergthorsknoll, wraz z Þorgeirem i niejakim Björnem zabija część sprawców, a resztę ściga na Orkadach i w Walii.
Saga kończy się po powrocie Flosiego na Islandię z pielgrzymki do Rzymu. Podążający za nim statek Káriego rozbija się niedaleko jego domu. Kári, chcąc sprawdzić jego szlachetność, udaje się do niego po pomoc. Ostatecznie zawierają trwały pokój, a Kári żeni się z wdową po Höskuldrze. Następuje pełne pojednanie.

## W kulturze
Saga Njála wpłynęła na kulturę popularną w różny sposób na przestrzeni różnorodnych mediów. Wiele nowoczesnych powieści czerpie inspirację z fabuły sagi. Należą do nich na przykład powieści Friðrika Ásmundssona Brekkana Ulveungernes broder/Saga af Bróður Ylfing (1924/1929) oraz Drottningarkyn (1947), Dorothy James Roberts Ognie w lodzie (1961), Henry'ego Treece'a Spalenie Njála (1964), Tima Severina Trylogia Wikinga (2005), powieść kryminalna Þórunn Erlu-Valdimarsdóttir Kalt er annars blóð (2007), Robert Jansson Saga Káriego: Powieść o Wikingach na Islandii (2008), Janni Lee Simner Oczy złodzieja (2011) oraz Bjarniego Harðarsona Mörður (2014). Księga Czerwonego Romansu, zbiór opowieści bohaterskich i legend opublikowanych w 1905 roku, bogato ilustrowany przez Henry'ego Justice'a Forda, zawiera trzy historie oparte na Sadze o Njalu. Są to: Zabicie Mężów Hallgerdy, Śmierć Gunnara oraz Spalenie Njála. Opowiadanie Roberta E. Howarda Przechodzi Szary Bóg, czyli Zmierzch Szarych Bogów (1962) również czerpie inspirację z sagi.
Istnieje również wiele dzieł poetyckich inspirowanych Sagą o Njálu. Do nich należą The Fatal Sisters (1768) Thomasa Graya, The Tomb of Gunnar (1789) Richarda Hole'a, Gunnarshólmi (1838) Jónasa Hallgrímssona, Rímur af Gunnari á Hlíðarenda (1860) Sigurðura Breiðfjörða, Gunnarsríma (1890) Grímura Thomsena oraz "Íslenzkar konur frá söguöldinni" (1895), a także Gunnar von Hlidarendi (1909) Helen von Engelhardt. Dzieła dramatyczne oparte na fabule i postaciach sagi obejmują The Riding to Lithend (1909) Gordona Bottomleya, Logneren/Lyga-Mörður (1917) Jóhanna Sigurjónssona, Nial den Vise (1934) Thit Jensen oraz Þiðrandi - sem dísir drápu (1950) Sigurjóna Jónssona. Adaptacja sagi w formie powieści graficznej autorstwa Embla Ýr Bárudóttir i Ingólfura Örna Björgvinssona, składająca się z czterech tomów: "Blóðregn", "Brennan", "Vetrarvíg" i "Hetjan", została opublikowana w Islandii w latach 2003-2007.